# 始熊面獸屬
始熊面獸屬（學名：Eoarctops）意為「早期的熊面孔」，是已滅絕合弓綱的一屬，屬於獸孔目的麗齒獸亞目，化石發現於南非卡魯盆地的貘頭獸組合帶（Tapinocephalus assemblage zone），地質年代為二疊紀中期開匹坦階。模式種是E. vanderbyli，是由席尼·賀頓（Sidney H. Haughton）在1929年敘述、命名。始熊面獸的頭顱骨長13公分，完整身長估計約0.5公尺。始熊面獸的上頜每邊有4或5顆門齒、1顆犬齒、以及3顆臼齒。